# Тираспольский объединённый музей
Тираспольский объединённый музей — муниципальное учреждение культуры в городе Тирасполь, столице Приднестровской Молдавской Республики. Возник путём слияния в одно структурное учреждение существовавших ещё с советского времени тираспольских музеев, составляющих достопримечательности города: историко-краеведческого музея, дома-музея академика Н. Д. Зелинского, музея штаба кавбригады Г. И. Котовского, картинной галереи и музея истории Тираспольской крепости. Директор Тираспольского объединённого музея — А. А. Мельничук.

## История

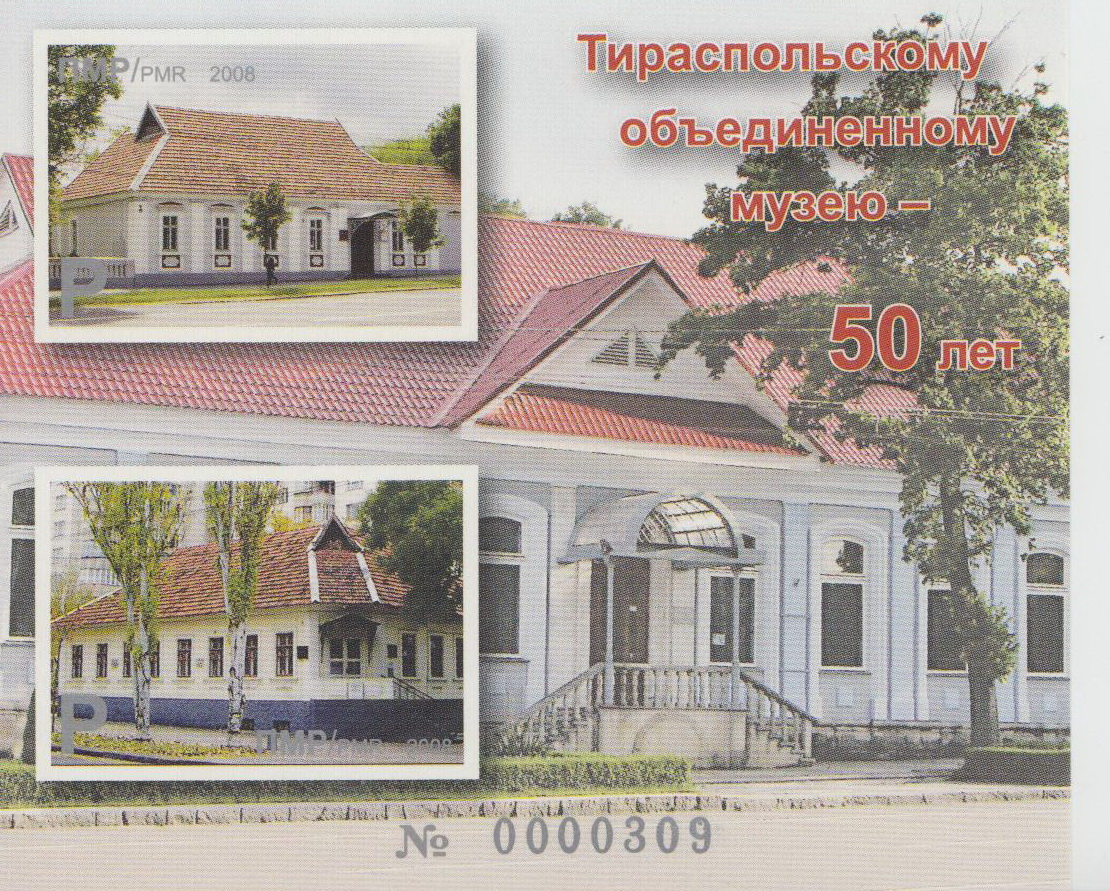
Почтовая марка, выпущенная к 50-летию Тираспольского объединенного музея

Тираспольский объединенный музей учрежден 8 мая 1958 года приказом Министерства культуры Молдавской ССР.
Музей сменил несколько зданий, все они были снесены и, как правило, были историческими памятниками.
Сейчас музей располагается в здании бывшего Дворянского собрания, в котором проходили первые съезды Советов Тираспольского уезда.
Экспозицию по истории города и Приднестровской Молдавской Республики, столицей которой является город Тирасполь, представляют экспозиции и стационарные выставки:
- «Республику славим, которая есть…», отражающая этапы создания, защиты и жизнедеятельности Приднестровской Молдавской Республики;
- «Памяти защитников Приднестровья», рассказывающая о погибших тираспольчанах, участниках вооруженного конфликта Республики Молдова и Приднестровской Молдавской Республики;
- «Тираспольчане — Великой Победе», открывшаяся к 65-летию Победы в Великой Отечественной войне;
- «Тирасполь: история, традиция, люди», отражающая историю города к. XVIII — н. XX вв.

По адресу ул. «Правды»[уточнить], 4 имеется отдел природы.
Фонды музея включают около 100 тысяч экспонатов, представляющих научную и историческую ценность. Полиэтничный состав населения ярко отражен в этнографических коллекциях (одежда, орудия труда, предметы быта, декоративно-прикладное искусство и пр.). Особая ценность археологической коллекции — антропоморфная стела скифского времени. Ежегодно музей посещают около 50 тысяч человек.
Уникальны коллекции предметов ученых Н. Д. Зелинского, основателя русской школы химиков — органиков, видного ученого — микробиолога, бактериолога Л. А. Тарасевича, народного артиста СССР Ю. Шумского, уроженцев Тирасполя Героев Советского Союза: генерал-лейтенанта В. А. Бочковского, полковников Г. Г. Черниенко, С. И. Полецкого, П. А. Щербинко и подполковника М. А. Павлоцкого.

## Структура
Музей состоит из пяти музеев:
- Историко-краеведческий музей,
- Тираспольская картинная галерея,

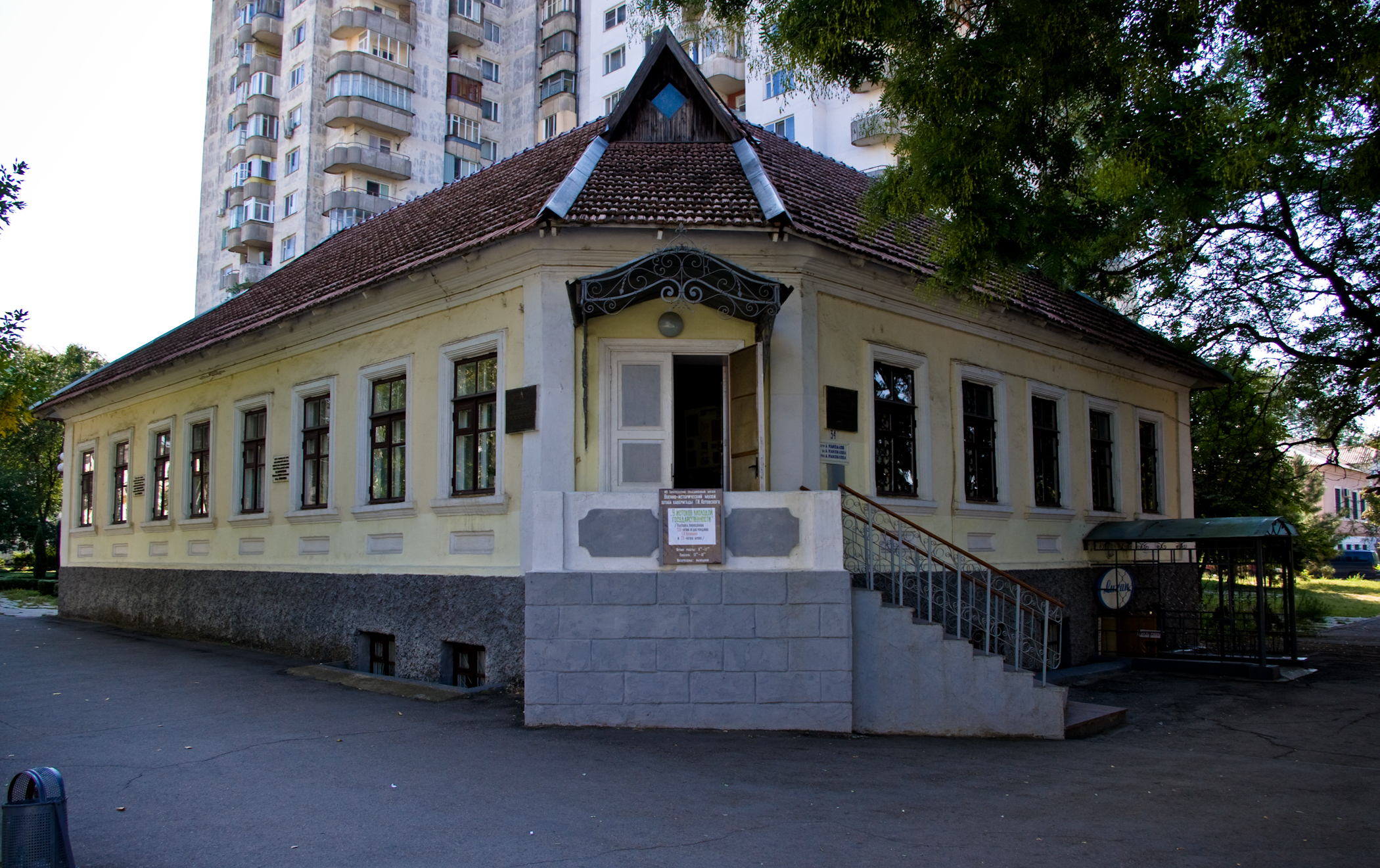
Музей им. Г.И.Котовского

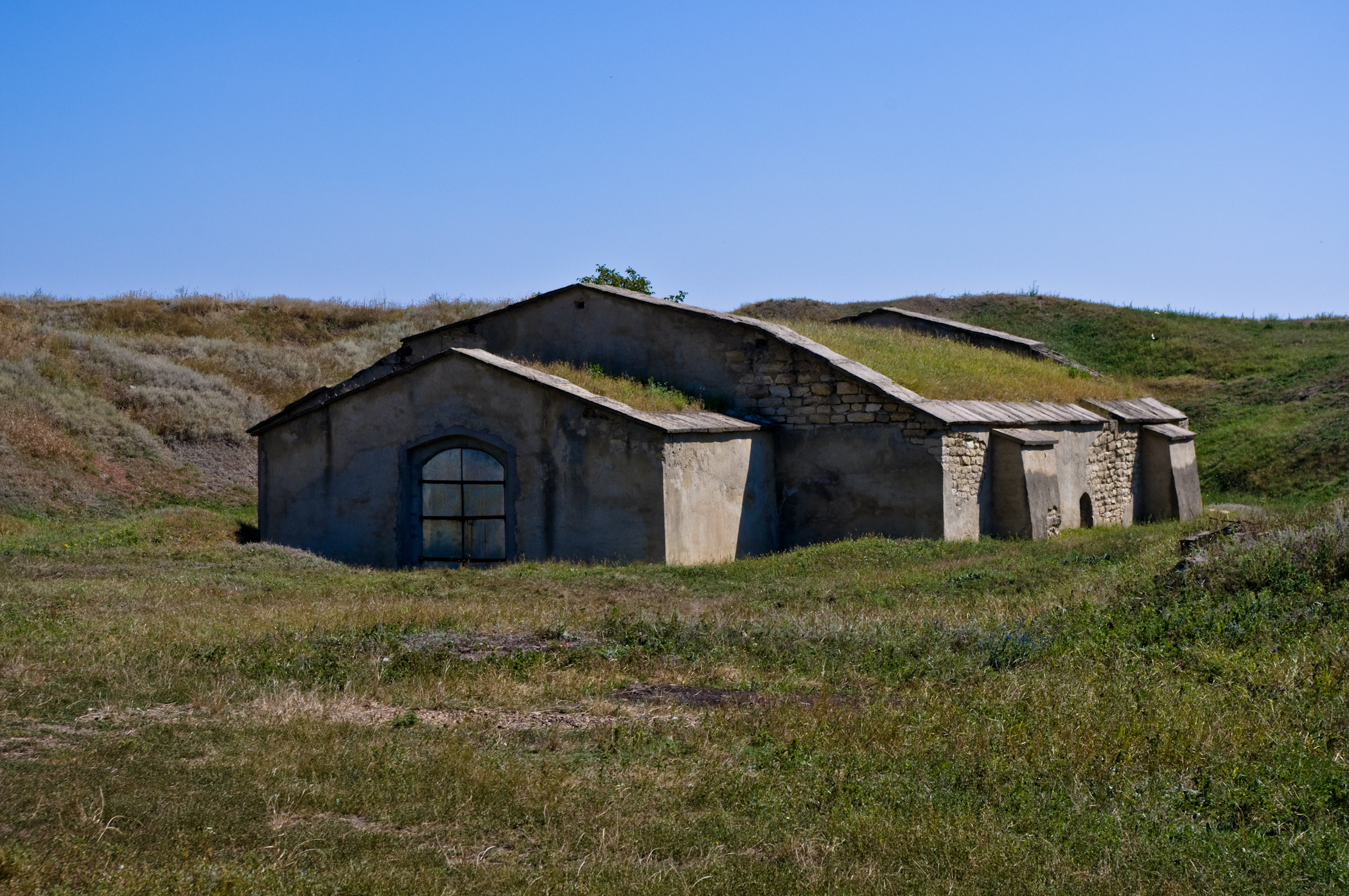
Тираспольская крепость

- Мемориальный дом-музей Н. Д. Зелинского,
- Военно-исторический музей штаба кавалерийской бригады Г. И. Котовского
- Музей истории Тираспольской крепости.

## В филателии
В 2008 году, к 50-летию Тираспольского объединенного музея ГУП «Марка Приднестровья» выпустило юбилейную серию почтовых марок. На марках изображены наиболее интересные и ценные экспонаты музея — например, археологические находки — вазы и кувшины, происхождение которых историки относят II—III векам до нашей эры. Дизайн марок разработал директор «Марки Приднестровья» Евгений Котенко, материалы предоставил сам музей-юбиляр. Тираж каждой марки 330 штук.
Специальное гашение юбилейной серии почтовых марок юбилейным штемпелем прошло 18 мая 2008 г. — в Международный день музеев.